# Rochesson
Rochesson je francouzská obec v departementu Vosges v regionu Grand Est. V roce 2013 zde žilo 708 obyvatel.

## Poloha
Sousední obce jsou: Basse-sur-le-Rupt, La Bresse, Cornimont, Gérardmer, Gerbamont a Sapois.

## Vývoj počtu obyvatel
Počet obyvatel